# Sympetrum uniforme
Sympetrum uniforme – gatunek ważki z rodziny ważkowatych (Libellulidae).